# Rhyssemus buettikeri
Rhyssemus buettikeri är en skalbaggsart som beskrevs av Riccardo Pittino 1984. Rhyssemus buettikeri ingår i släktet Rhyssemus och familjen Aphodiidae. Inga underarter finns listade i Catalogue of Life.